# SCR-277

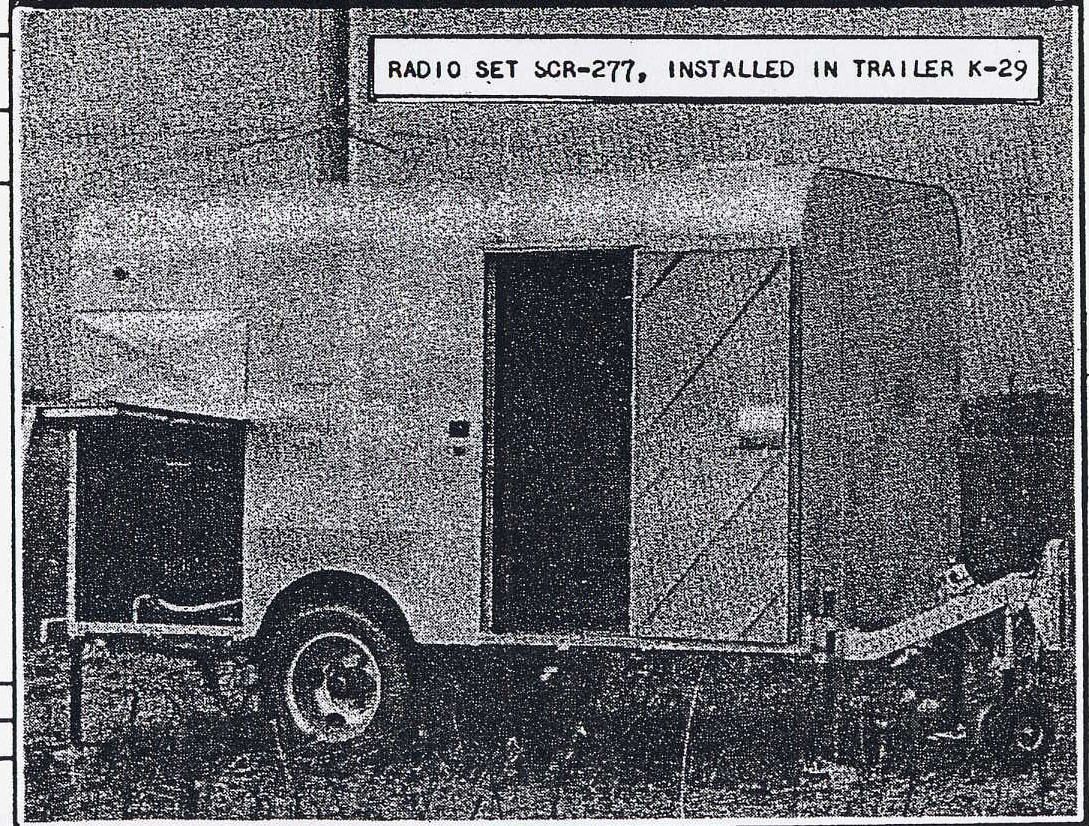
Sistema SCR-277 montado en un camión K-29 en 1944.

El SCR-277 fue un sistema móvil de Radioayuda para aeronaves empleado por el Ejército de los Estados Unidos hasta 1941. Posteriormente fue reemplazado por el sistema AN/MRN-2.

## Especificaciones
El SCR-277 se utilizó como una ayuda a la navegación. Incluía un radiotransmisor BC-467 con una potencia de salida de radiofrecuencia de 800 vatios, un goniómetro BC-468, y el radioreceptor BC-342. Las frecuencias utilizadas para la transmisión fueron de 200-400 kHz y de 1.5-18 MHz para la recepción. El equipo de radio transmitía señales de tono de identificación a las aeronaves que carecían de una brújula radio, pero que estaban equipadas con conjuntos de comandos. Su alcance máximo fue de aproximadamente 300 millas. Fue accionado por un solo PE-90 generador.